# 陈苏 (1980年)
陈苏（1980年4月—），男，汉族，黑龙江哈尔滨人，哈尔滨工业大学毕业，研究生学历，工学博士。中国共产党党员。现任黑龙江省科学技术厅党组书记、厅长。

## 生平
2022年7月，任黑龙江省人民防空办公室党组书记、主任。2023年3月，任黑龙江省国防动员办公室党组书记、主任。后以黑龙江省发展和改革委员会党组成员兼任该职。
2023年9月，任黑龙江省科学技术厅党组书记、厅长。